# 경향신문 매각 사건
경향신문 매각 사건은 언론 장악을 기도해 온 박정희 정권이 1965년에서 1966년에 걸쳐 중앙정보부를 내세워 경향신문 이준구 사장을 간첩 사건 연루 혐의로 구속한 상태에서 은행 대출금을 회수하여 강제로 공매 처분한 사건이다.
부일장학회와 마찬가지로 박정희 대통령의 지시로 중앙정보부가 조직적으로 개입했던 사건으로, 박정희 정권은 가난한 농촌과 영세민의 궁핍한 삶을 생생히 고발해 화제를 불러일으켰던 경향신문의 '허기진 군상' 시리즈를 매우 불편하게 생각했다. 김형욱 등 중앙정보부 간부들은 이준구를 반공법으로 구속시킨 뒤, 부인 홍연수에게 부일장학회 사례를 들며 빨리 경향신문을 넘기라고 종용했다.